# Günther di Schwarzburg
Günther di Schwarzburg (nome completo in tedesco Günther Victor; Rudolstadt, 21 agosto 1852 – Sondershausen, 16 aprile 1925) fu l'ultimo principe sovrano di Schwarzburg-Rudolstadt dal 1890 al 1918 e di Schwarzburg-Sondershausen dal 1909 al 1918.

## Biografia

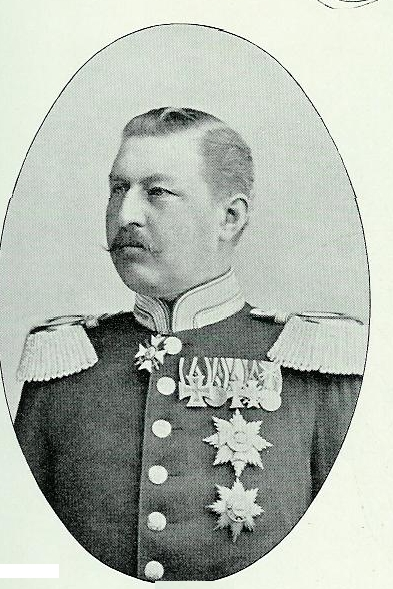
Fotografia del principe Günther nell'anno del suo matrimonio

Nato a Rudolstadt, Günther era figlio del principe Adolfo di Schwarzburg-Rudolstadt (1801-1875) e di sua moglie, la principessa Matilde di Schönburg-Waldenburg (1826-1914). Sua madre era figlia del principe Ottone Vittorio di Schönburg-Waldenburg (1785-1861) e della principessa Tecla di Schwarzburg-Rudolstadt (1795-1861), cugina del padre del principe Günther. La prima educazione la ricevette tramite un tutore privato dal 1863 al 1868 e successivamente si iscrisse al Vitzthumsche Gymnasium di Dresda. Dal 1868 iniziò parallelamente anche un'adeguata preparazione militare. Intraprese inoltre dei viaggi di studio in Belgio, Francia ed Inghilterra.
La sua carriera militare ebbe la propria apertura nella guerra franco-prussiana del 1870 per la quale Günther lasciò temporaneamente gli studi. Il 5 agosto 1870 venne inquadrato nei Dragoni del Meclemburgo ed il 6 ottobre di quello stesso anno venne promosso sottotenente. Dal 12 ottobre 1870 prestò servizio come ufficiale d'ordinanza sotto il cognato, il granduca Federico Francesco II di Meclemburgo-Schwerin che nel 1868 aveva sposato sua sorella maggiore, Maria (1850-1922). Durante la guerra, Günther prese parte agli assedi di Toul, Metz, Soissons e Parigi ed alle battaglie di Orléans e Le Mans. Per i suoi successi militari, venne onorato con l'assegnazione della croce di ferro di II classe di Prussia e della croce d'onore di Schwarzburg di II classe con spade.
Nel 1871 venne dimesso dal servizio militare permanente e si dedicò allo studio della giurisprudenza, unitamente ad alcuni approfondimenti di scienze politiche e di arte a Lipsia. Dal febbraio del 1874 Günther tornò nuovamente in servizio attivo e prestò servizio nel 1º reggimento degli ulani dell'Hannover n. 13, giungendo nel giugno del 1884 al rango di capitano comandante dello squadrone. Il 12 agosto 1889 venne nominato comandante del 2º squadrone dei corazzieri.
Nel frattempo, alla morte del padre, il 1º luglio 1875, il principe Günther divenne principe ereditario di Schwarzburg-Rudolstadt. A seguito della morte del suo primo cugino, Giorgio, il 19 gennaio 1890, che lo aveva soppiantato nel ruolo di principe, Günther poté succedergli al trono come principe di Schwarzburg-Rudolstadt.
Con la morte del principe Leopoldo di Schwarzburg-Sondershausen, il 20 aprile 1906, il principe Günther divenne erede di un altro principato della famiglia di Schwarzburg. La morte del principe Carlo Günther di Schwarzburg-Sondershausen, il 28 marzo 1909, consentì l'unione dei due principati di Schwarzburg sotto il controllo del principe Günther in unione personale. Questa era la prima volta in cui i principati venivano riuniti dal XVI secolo, quando le linee di Sondershausen e Rudolstadt erano state formate. A seguito della successione a Sondershausen, il principe Günther lasciò il nome di Rudolstadt per assumere il titolo di principe di Schwarzburg.
A seguito dello scoppio della rivoluzione tedesca, il principe Günther abdicò il 22 novembre 1918. Ottenne dal nuovo governo repubblicano tedesco il permesso di mantenere di sua proprietà 22.600 ettari di terreni, la sua collezione di monete antiche conservata a Rudolstadt e la sua collezione di armi custodita presso l'arsenale del Castello di Schwarzenburg. Ottenne inoltre una pensione annua a vita di 150.000 marchi ed il diritto di utilizzare il Castello di Schwarzenbug oltre la tenuta di caccia di Rathsfeld, oltre a godere dei diritti di caccia e pesca nella Foresta Nera che la sua famiglia aveva ottenuto da tempi immemorabili.
Alla sua morte, avvenuta a Sondershausen, venne succeduto come capo della casa di Schwarzburg dal principe Sizzo.

## Matrimonio

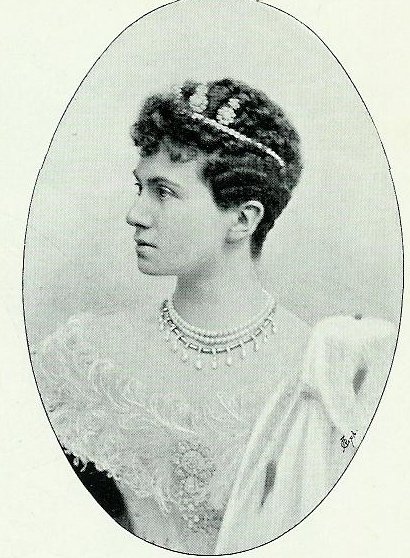
La principessa Anna Luisa di Schönburg-Waldenburg

Il principe Günther, nel 1890, si fidanzò con la principessa Luisa Carlotta di Sassonia-Altenburg, ma l'anno successivo l'accordo matrimoniale venne sciolto a favore della principessa Anna Luisa di Schönburg-Waldenburg (1871-1951) che Günther sposò infine a Rudolstadt il 9 dicembre 1891. Il matrimonio fu senza eredi.
Nel 1942 la principessa Anna Luisa adottò il nipote, il principe Guglielmo di Schönburg-Waldenburg (1913-44) ed il figlio di questi, il principe Ulrico (n. 1940).

## Personalità
Il principe Günther venne descritto dai contemporanei come una persona educata ed amante in particolare dell'arte, ma anche molto timido e morigerato. Fin dalla sua infanzia ebbe una salute instabile che più volte all'anno lo costringeva a prolungati soggiorni termali. Si è dedotto anche che soffrisse di crisi epilettiche occasionalmente. Gunther riponeva però particolare interesse come si è detto nell'arte, dalla pittura all'architettura, dedicandosi nella prima personalmente con la realizzazione di un ritratto della moglie ancora oggi conservato e non privo di talento. Günther si esercitò in particolare nella realizzazione di figure e nella collezione principesca sono ancora oggi conservati diversi disegni e schizzi di studi di nudi, studi su ambienti naturalistici e addirittura caricature.
(contessa Gerline von Westfphalen)

## Ascendenza
|                                           |                                               |                                             | Genitori                                           |  |  | Nonni |  |  | Bisnonni                                 |  |  | Trisnonni                                  |  |
|                                           |                                               |                                             |                                                    |  |  |       |  |  | Federico Carlo di Schwarzburg-Rudolstadt |  |  | Luigi Günther II di Schwarzburg-Rudolstadt |  |
|                                           |                                               |                                             |                                                    |  |  |       |  |  | Federico Carlo di Schwarzburg-Rudolstadt |  |  | Luigi Günther II di Schwarzburg-Rudolstadt |  |
|                                           |                                               | Enrichetta di Reuss-Untergreiz              |                                                    |  |  |       |  |  | Federico Carlo di Schwarzburg-Rudolstadt |  |  |                                            |  |
| Carlo Günther di Schwarzburg-Rudolstadt   |                                               |                                             |                                                    |  |  |       |  |  | Federico Carlo di Schwarzburg-Rudolstadt |  |  |                                            |  |
|                                           |                                               | Federica di Schwarzburg-Rudolstadt          | Giovanni Federico di Schwarzburg-Rudolstadt        |  |  |       |  |  |                                          |  |  |                                            |  |
|                                           |                                               | Federica di Schwarzburg-Rudolstadt          | Giovanni Federico di Schwarzburg-Rudolstadt        |  |  |       |  |  |                                          |  |  |                                            |  |
|                                           |                                               | Federica di Schwarzburg-Rudolstadt          | Bernardina Cristiana di Sassonia-Weimar            |  |  |       |  |  |                                          |  |  |                                            |  |
| Adolfo di Schwarzburg-Rudolstadt          |                                               | Federica di Schwarzburg-Rudolstadt          |                                                    |  |  |       |  |  |                                          |  |  |                                            |  |
|                                           |                                               | Federico V d'Assia-Homburg                  | Federico IV d'Assia-Homburg                        |  |  |       |  |  |                                          |  |  |                                            |  |
|                                           |                                               | Federico V d'Assia-Homburg                  | Federico IV d'Assia-Homburg                        |  |  |       |  |  |                                          |  |  |                                            |  |
|                                           |                                               | Federico V d'Assia-Homburg                  | Ulrica Luisa di Solms-Braunfels                    |  |  |       |  |  |                                          |  |  |                                            |  |
| Luisa Ulrica di Assia-Homburg             |                                               | Federico V d'Assia-Homburg                  |                                                    |  |  |       |  |  |                                          |  |  |                                            |  |
|                                           |                                               | Carolina d'Assia-Darmstadt                  | Luigi IX d'Assia-Darmstadt                         |  |  |       |  |  |                                          |  |  |                                            |  |
|                                           |                                               | Carolina d'Assia-Darmstadt                  | Luigi IX d'Assia-Darmstadt                         |  |  |       |  |  |                                          |  |  |                                            |  |
|                                           |                                               | Carolina d'Assia-Darmstadt                  | Carolina del Palatinato-Zweibrücken-Birkenfeld     |  |  |       |  |  |                                          |  |  |                                            |  |
| Günther di Schwarzburg-Rudolstadt         |                                               | Carolina d'Assia-Darmstadt                  |                                                    |  |  |       |  |  |                                          |  |  |                                            |  |
|                                           | Ottone Carlo Federico di Schönburg-Waldenburg | Alberto Carlo di Schönburg-Waldenburg       |                                                    |  |  |       |  |  |                                          |  |  |                                            |  |
|                                           | Ottone Carlo Federico di Schönburg-Waldenburg | Alberto Carlo di Schönburg-Waldenburg       |                                                    |  |  |       |  |  |                                          |  |  |                                            |  |
|                                           | Ottone Carlo Federico di Schönburg-Waldenburg | Federica Carolina von der Marwitz           |                                                    |  |  |       |  |  |                                          |  |  |                                            |  |
| Ottone Vittorio I di Schönburg-Waldenburg | Ottone Carlo Federico di Schönburg-Waldenburg |                                             |                                                    |  |  |       |  |  |                                          |  |  |                                            |  |
|                                           |                                               | Enrichetta Eleonora di Reuss-Kostritz       | Enrico XXIII di Reuss-Kostritz                     |  |  |       |  |  |                                          |  |  |                                            |  |
|                                           |                                               | Enrichetta Eleonora di Reuss-Kostritz       | Enrico XXIII di Reuss-Kostritz                     |  |  |       |  |  |                                          |  |  |                                            |  |
|                                           |                                               | Enrichetta Eleonora di Reuss-Kostritz       | Ernestina Enrichetta Sofia di Schonburg-Wechelburg |  |  |       |  |  |                                          |  |  |                                            |  |
| Matilde di Schönburg-Waldenburg           |                                               | Enrichetta Eleonora di Reuss-Kostritz       |                                                    |  |  |       |  |  |                                          |  |  |                                            |  |
|                                           |                                               | Luigi Federico II di Schwarzburg-Rudolstadt | Federico Carlo di Schwarzburg-Rudolstadt           |  |  |       |  |  |                                          |  |  |                                            |  |
|                                           |                                               | Luigi Federico II di Schwarzburg-Rudolstadt | Federico Carlo di Schwarzburg-Rudolstadt           |  |  |       |  |  |                                          |  |  |                                            |  |
|                                           |                                               | Luigi Federico II di Schwarzburg-Rudolstadt | Federica di Schwarzburg-Rudolstadt                 |  |  |       |  |  |                                          |  |  |                                            |  |
| Tecla di Schwarzburg-Rudolstadt           |                                               | Luigi Federico II di Schwarzburg-Rudolstadt |                                                    |  |  |       |  |  |                                          |  |  |                                            |  |
|                                           |                                               | Carolina Luisa di Assia-Homburg             | Federico V d'Assia-Homburg                         |  |  |       |  |  |                                          |  |  |                                            |  |
|                                           |                                               | Carolina Luisa di Assia-Homburg             | Federico V d'Assia-Homburg                         |  |  |       |  |  |                                          |  |  |                                            |  |
|                                           |                                               | Carolina Luisa di Assia-Homburg             | Ulrica Luisa di Solms-Braunfels                    |  |  |       |  |  |                                          |  |  |                                            |  |
|                                           |                                               | Carolina Luisa di Assia-Homburg             |                                                    |  |  |       |  |  |                                          |  |  |                                            |  |